# Medicago tornata
Medicago tornata — вид квіткових рослин родини бобові (Fabaceae).

## Опис
Однорічна трава, від сланкої до висхідної, розгалужена. Стебла 10–85 см, іноді з відтінком фіолетового. Листя з фрагментами (4)7,5–12(20) × (3)4,5–7,5(11), обернено-яйцюваті, іноді еліптично-яйцюваті. Пелюстки (5)6–7,5 мм, жовті. Плоди 2–5.5 × (3,5)8,5 мм. Насінини 2.5 мм, оранжеві.

## Поширення, екологія
Поширення: західне Середземномор'я, Макаронезія. Населяє поля і луки, набережні й придорожжя; на висотах 0–300 метрів.

## Галерея

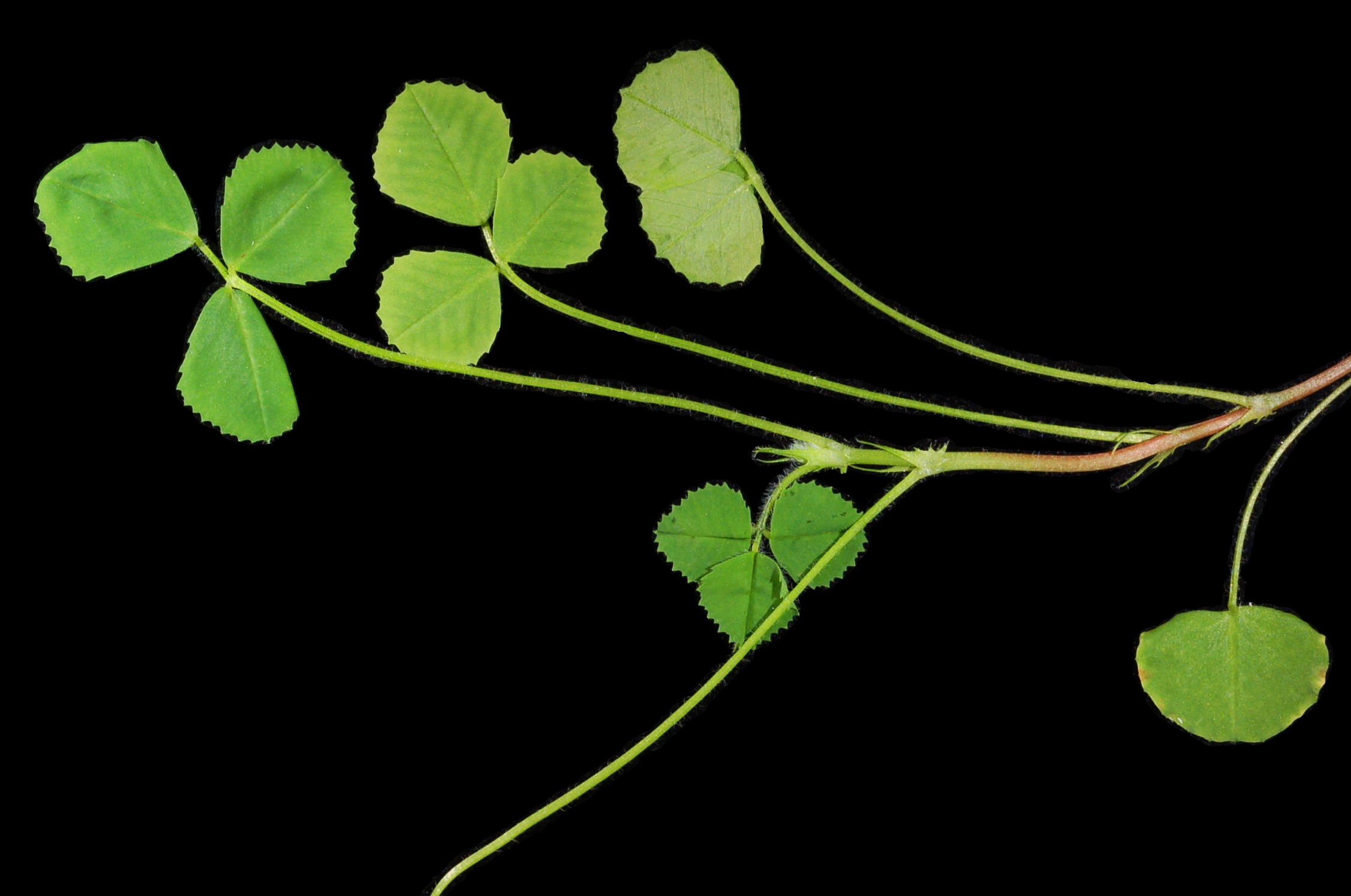
листки
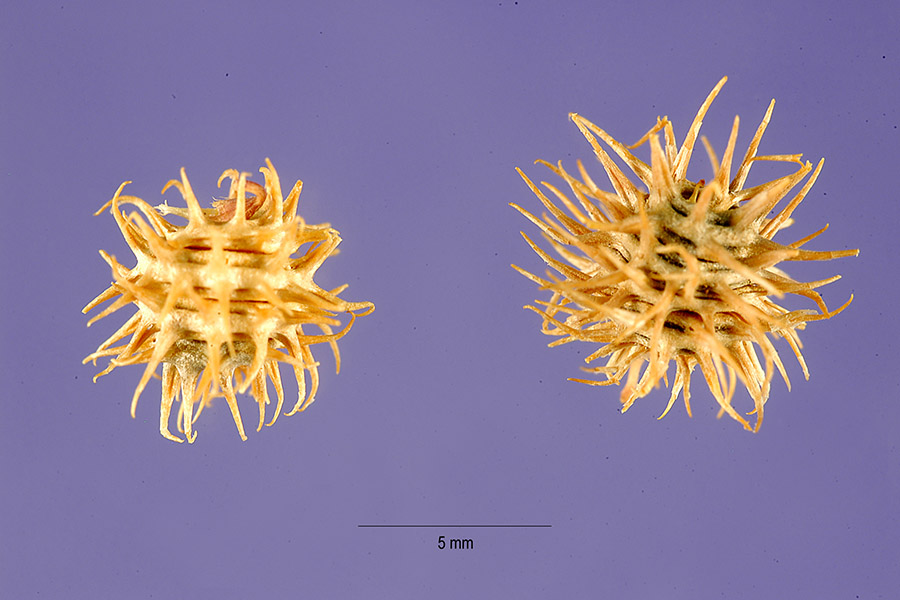
плоди